# 9158 Platè
9158 Platè là một tiểu hành tinh vành đai chính với chu kỳ quỹ đạo là 1273.4074395 ngày (3.49 năm).
Nó được phát hiện ngày 25 tháng 6 năm 1984.